# Tweeter
1. Imant
2. Bobina toroidal
3. Membrana
4. Suspensió

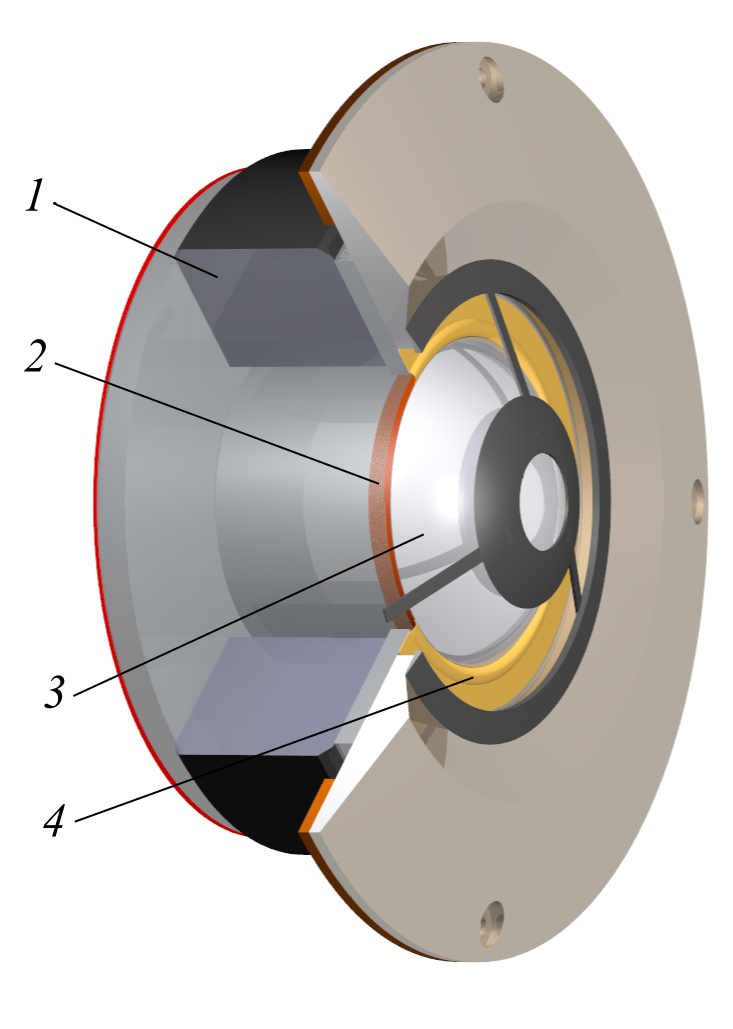
Vista seccionada d'un tweeter dinàmic amb lent acústica i una membrana en forma de cúpula.

Un tweeter o altaveu d'aguts és un tipus especial d'altaveu (generalment cúpula, cúpula inversa o tipus botzina) que està dissenyat per produir freqüències d'àudio altes, normalment ofereixen freqüències altes de fins a 100. kHz. El nom deriva dels sons aguts fets per alguns ocells (tuits), especialment en contrast amb els baixos que fan molts gossos, després dels quals reben el nom dels controladors de baixa freqüència (woofers).

## Funcionament

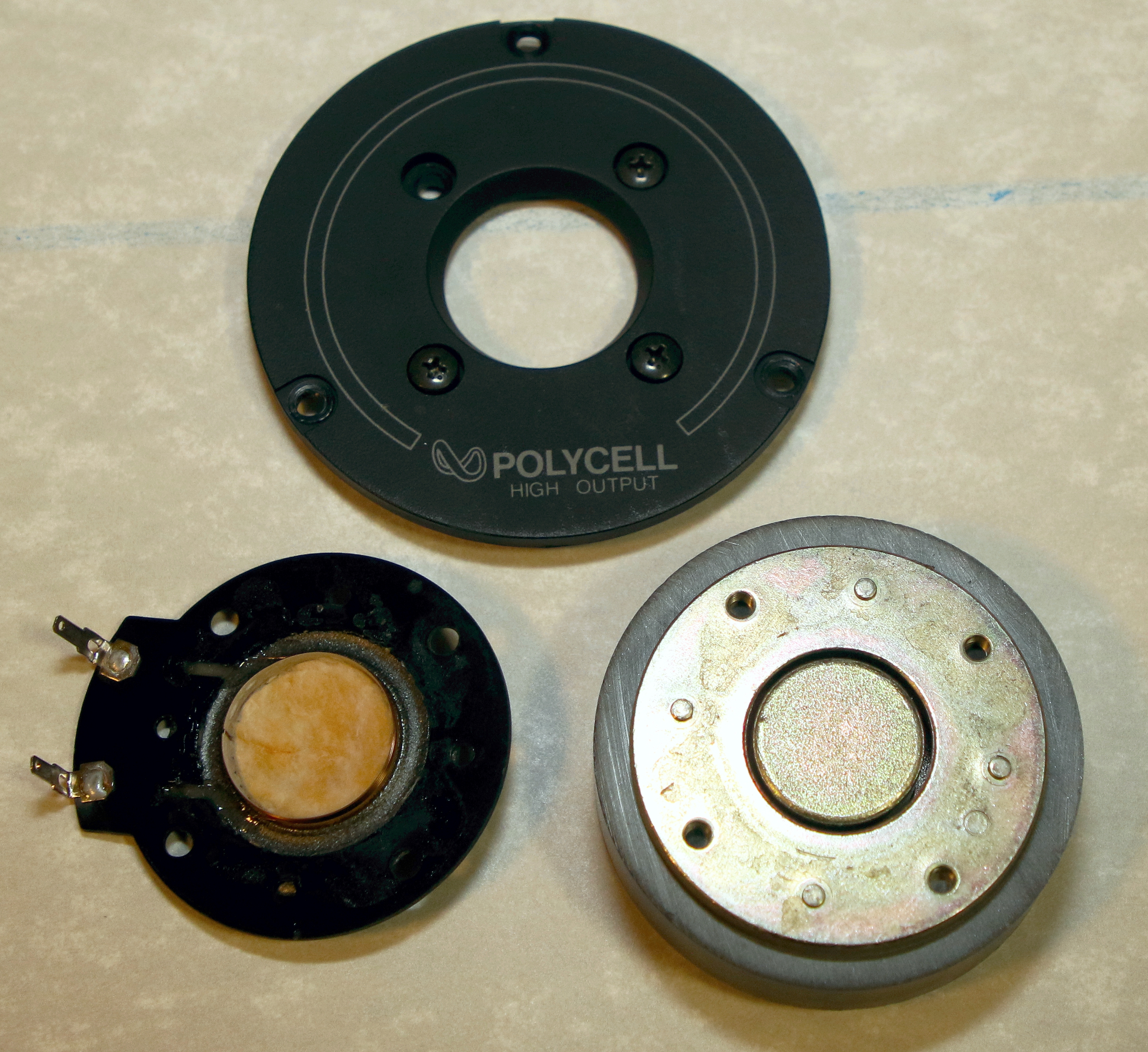
Tweeter Polycell d'un altaveu Infinity, que mostra els components.

Gairebé tots els tweeters són controladors electrodinàmics que utilitzen una bobina de veu suspesa dins d'un camp magnètic fix. Aquests dissenys funcionen aplicant corrent de la sortida d'un circuit amplificador a una bobina de cable anomenada bobina de veu. La bobina de veu produeix un camp magnètic variable, que funciona contra el camp magnètic fix d'un imant permanent al voltant del qual es suspèn la bobina de veu cilíndrica, forçant la bobina de veu i el diafragma connectat a ella a moure's. Aquest moviment mecànic s'assembla a la forma d'ona del senyal electrònic subministrat des de la sortida de l'amplificador a la bobina de veu. Com que la bobina està unida a un diafragma, el moviment vibratori de la bobina de veu es transmet al diafragma; el diafragma al seu torn fa vibrar l'aire, creant així moviments d'aire o ones d'àudio, que s'escolten com a sons alts.
Els tweeters moderns solen ser diferents dels tweeters més antics, que normalment eren versions petites dels woofers. A mesura que la tecnologia dels tweeters ha avançat, s'han popularitzat diferents aplicacions de disseny. Molts diafragmes de tweeter de cúpula suau estan termoformats a partir de pel·lícula de polièster, o teixit de seda o polièster que s'ha impregnat amb una resina de polímer. Els tweeters de cúpula dura solen estar fets d'alumini, aliatges d'alumini i magnesi o titani.
Els tweeters estan pensats per convertir un senyal elèctric en moviment d'aire mecànic sense afegir ni restar res, però el procés és imperfecte i els tweeters del món real impliquen intercanvis. Entre els reptes en el disseny i la fabricació de tweeters es troben: proporcionar un amortiment adequat, per aturar el moviment de la cúpula ràpidament quan s'acaba el senyal; assegurant la linealitat de la suspensió, permetent una gran sortida a l'extrem baix del seu rang de freqüències; assegurant la llibertat de contacte amb el conjunt de l'imant, mantenint la cúpula centrada mentre es mou; i proporcionant un maneig de potència adequat sense afegir massa massa excessiva. Els tweeters també poden treballar en col·laboració amb els woofers que s'encarreguen de generar les freqüències baixes o els greus. Alguns tweeters s'asseuen fora del recinte principal en la seva pròpia unitat semiindependent. Alguns exemples inclouen "súper tweeters" i la novel·la "egg tweeter" d'Ohm. Aquest últim es connecta i gira per ajustar el camp de so segons la posició de l'oient i les preferències de l'usuari. Es considera que la separació del deflector és òptima sota la teoria que el deflector més petit possible és òptim per als tweeters.

## Rang de freqüències
La majoria dels tweeters estan dissenyats per reproduir freqüències fins al límit superior definit formalment de l'interval d'audició humana (típicament s'enumeren com 20 kHz); alguns operen a freqüències de fins a aproximadament entre 5 kHz a 20 kHz. Els tweeters amb un rang superior més gran s'han dissenyat per a proves psicoacústiques, per a àudio digital de rang estès com el Super Audio CD destinat a audiòfils, per a biòlegs que realitzen investigacions sobre la resposta dels animals als sons i per als sistemes de so ambiental als zoològics. S'han fabricat tweeters de cinta que en poden reproduir 80 kHz i fins i tot 100 kHz.